# Пшиходзько
Пшиходзько (пол. Przychodzko) — село в Польщі, у гміні Збоншинь Новотомиського повіту Великопольського воєводства.
Населення — 87 осіб (2011).
У 1975-1998 роках село належало до Зеленоґурського воєводства.

## Демографія
Демографічна структура станом на 31 березня 2011 року:
|          | Загалом | Допрацездатний вік | Працездатний вік | Постпрацездатний вік |
| -------- | ------- | ------------------ | ---------------- | -------------------- |
| Чоловіки | 47      | 11                 | 32               | 4                    |
| Жінки    | 40      | 9                  | 21               | 10                   |
| Разом    | 87      | 20                 | 53               | 14                   |